# Digamma
Das Digamma (griechisch δίγαμμα, Majuskel Ϝ, Minuskel ϝ, Schreibvariante Ͷ/ͷ) war ursprünglich der sechste Buchstabe des griechischen Alphabets, kam aber um etwa 500 v. Chr. außer Gebrauch. Er hatte den Lautwert [⁠w⁠] und stammt vom phönizischen Buchstaben „Waw“ ab. Die schon altgriechische deskriptive Bezeichnung Digamma („doppeltes Gamma“) beruht auf seiner F-förmigen Form (zwei übereinander gelegte rechtsgedrehte „Galgen“ ergeben mit gemeinsamem hochkantem Strich ein F) und deutet darauf hin, dass der ursprünglich dargestellte Laut schon in einigen Dialekten der klassischen griechischen Antike nicht mehr vorkam, vor allem im attisch-ionischen, während die dorischen Dialekte diesen Laut länger bewahrten. Er hat nach dem milesischen System den Zahlwert 6.

## Ursprung
Das Digamma stammt ebenso wie das Ypsilon vom phönizischen Buchstaben Waw () für [⁠w⁠] ab. Bei der Übernahme des phönizischen Alphabets entwickelte man aus dem phönizischen Waw das konsonantische Digamma (Ϝ) für [⁠w⁠] und das vokalische Ypsilon (Υ), das ursprünglich den Lautwert [⁠u⁠] hatte. Das Digamma stand in der alphabetischen Reihenfolge an derselben Stelle wie das phönizische Waw, nämlich an sechster Stelle zwischen Epsilon und Zeta, das Ypsilon wurde am Ende des Alphabets angehängt. Die ursprüngliche Bezeichnung des Digammas ist unbekannt, aber in Analogie zur Entwicklung des Namens des Buchstabens Tau (phönizisch taw zu griechisch tau) kann man davon ausgehen, dass sie ϝαῦ waú lautete (wegen phönizisch waw).

## Verwendung als Buchstabe

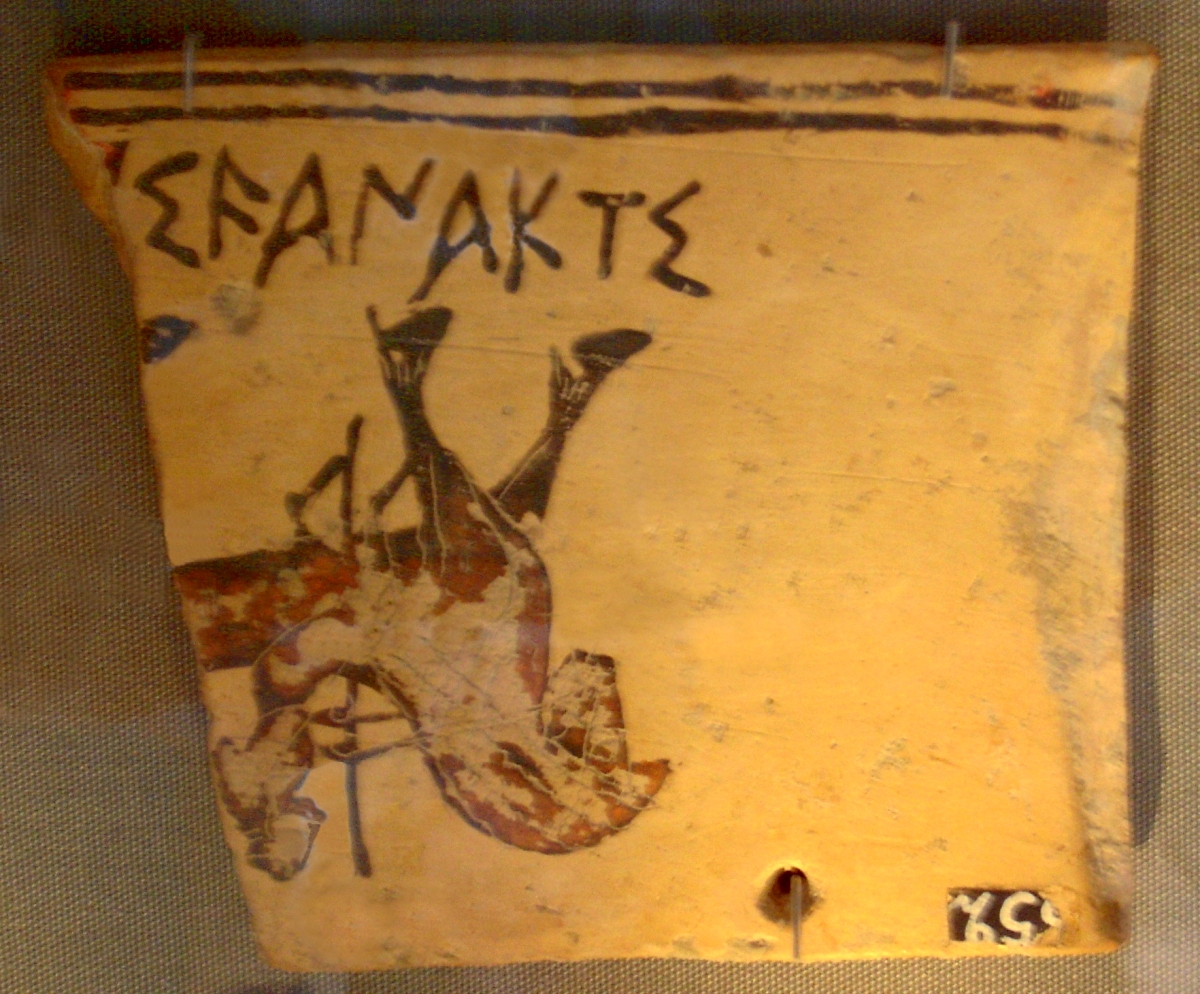
Die archaische Inschrift […]Ι ϜΑΝΑΚΤΙ ([poteidan]i wanakti) auf diesem Keramikfragment entspricht dem Wort ἄναξ (ánax, „Fürst“) im klassischen Griechischen.

Das Griechische hatte ursprünglich den [⁠w⁠]-Laut aus dem Urindogermanischen übernommen. Dem Digamma entspricht in verwandten deutschen Wörtern ein w (das aber den Lautwert v hat), und in lateinischen Wörtern ein v (Lautwert w; vergleiche griechisch οἶνος oînos, früher ϝοῖνος woînos, mit deutsch Wein und lateinisch vinum oder griechisch εἰδέναι eidénai, früher ϝειδέναι weidénai, mit deutsch wissen und lateinisch videre).
In einigen Dialekten, unter anderem dem Attischen, der klassischen Form des Altgriechischen, fiel dieser Laut schon früh aus. Daher gab es auch keine Verwendung für den Buchstaben Digamma. Als in Athen 403 v. Chr. das milesische Alphabet eingeführt wurde, schaffte man das überflüssig gewordene Digamma ab.
In denjenigen Dialekten, die den [⁠w⁠]-Laut noch besaßen, ist der Gebrauch des Digamma durch Inschriften bis in den Hellenismus belegt. Auch in der Dichtung, insbesondere bei Homer, Sappho und Alkman gibt es Hinweise auf das Vorhandensein des Digamma.
Der w-Laut im frühen Griechischen wurde von Richard Bentley (1662–1742) wiederentdeckt, als er versuchte, die Metrik in Homers Epen zu rekonstruieren. Worte, die ursprünglich mit Digamma begannen, kommen bei Homer mehr als 3000-mal an Stellen vor, an denen das Metrum ein konsonantisch anlautendes Wort verlangt. Zu Homers Zeiten wurde das Digamma wohl nicht mehr gesprochen, wirkte aber in mündlich überlieferten Versen teilweise noch nach.

## Verwendung als Zahlzeichen
Es wurde daraufhin nur noch als Zahlzeichen (6) benutzt, wobei aber im modernen Griechisch oft eine andere Form, das Stigma (ϛ), eine Ligatur aus Sigma und Tau, oder die Wort-End-Form des Sigma (ς) oder auch Sigma-Tau (στ) als zwei getrennte Buchstaben, geschrieben wird.

## Abkömmlinge
Das Digamma wurde, als es noch generell verwandt wurde, in das altitalische Alphabet entlehnt. Da es im Etruskischen auch den im klassischen Griechischen nicht vorhandenen Laut [⁠f⁠] gab (das Phi wurde ursprünglich [pʰ] ausgesprochen, erst später wurde [⁠f⁠] daraus), wurde es zusammen mit einem archaischen H für ebendiesen verwandt. Da jedoch auch das archaische U ebenfalls (außer für [⁠u⁠]) für [⁠w⁠] benutzt wurde, was die Römer, als sie das Alphabet ebenfalls übernahmen, als redundant empfanden, deuteten sie diesen Buchstaben wegen seiner Verwendung in der Kombination „FH“ für [⁠f⁠] und machten so das heutige F daraus. 

### Digamma inversum
Der römische Kaiser Claudius versuchte in das lateinische Alphabet ein gedrehtes Digamma (digamma inversum), Ⅎ (U+2132), zur Kennzeichnung des Lautes [⁠v⁠] einzuführen. Daneben gibt es noch einen Kleinbuchstaben, ⅎ (U+214E), der zwar nicht in Texten aus Claudius’ Zeit vorkommt, da diese mit Majuskeln geschrieben wurden, jedoch genutzt werden kann, wenn stilistisch Minuskeln verwendet werden sollen.